# Jan Korzenny
Jan Korzenny (14. dubna 1925 Horní Lomná – 21. dubna 2010 Třinec) byl vysokoškolským pedagogem, filologem a literárním vědcem v oblasti česko-polských literárních vztahů. Věnoval se rovněž polské regionální literatuře Těšínského Slezska a regionální historii se zaměřením na údolí Lomné.

## Životopis
Pocházel z učitelské rodiny. Otec Jan Korzenny byl v letech 1922–1939 ředitelem polské školy v Horní Lomné, od osvobození do roku 1958 řídil školu v Dolní Lomné. Matka Olga, rozená Wawrosch, vyučovala ruční práce. Bratr Erwin, nar. 1924, zahynul na frontě, sestra Olga, nar. 1929, žila a pracovala v Dolní Lomné.
Studoval na Polském reálném gymnáziu v Orlové, na němž maturoval až v roce 1948, po letech na frontě a zlepšení zdravotního stavu. Po maturitě byl přijat na studium polonistiky na filozofické fakultě Univerzity Palackého v Olomouci, které ukončil doktorátem (1952). Jako student se angažoval v SČSTV, v letech 1948–1952 byl předsedou organizace „Jedność Akademicka” (Akademická jednota), zaměřené na šíření povědomí o polské národní kultuře, zejména v oblasti Těšínského Slezska. V letech 1951–1961 působil na Slovanském ústavu Filozofické fakulty Univerzity Palackého jako asistent se zaměřením na polskou literaturu, její regionální aspekty, souvislosti a vlivy na česko-polském pomezí.
Po vzniku Pedagogického institutu v Ostravě (1964) se Jan Korzenny ujal na této vysoké škole vedení katedry cizích jazyků a v jejím rámci vybudoval oddělení polonistiky, které se podílelo na zrodu koncepce polského regionálního školství a rozvinulo spolupráci s vysokými školami v Polsku. V čele této katedry stál celých 20 let. Věnoval se přípravě učitelů polského jazyka a literatury, byl autorem řady učebnic (čítanek) pro žáky menšinových polských škol, jako redaktor vydavatelství Profil edičně připravoval díla regionálních polských autorů. Badatelsky se zabýval polskou literaturou ve vztahu k české literatuře, specificky se zaměřoval na problematiku zaolžanské literatury. Ve svých literárně historických studiích analyzoval polsko-českou kulturní vzájemnost a její promítání do tvorby polských i českých spisovatelů. Výsledky své badatelské činnosti publikoval v novinách a kulturních periodikách (Głos Ludu, Zwrot, Ogniwo), ve vědeckých časopisech a sbornících, vydávaných renomovanými vědeckými institucemi, společně s K.D. Kadłubcem vydával řadu let Kalendarz Śląski. Významnou oblastí jeho vědeckého bádání byla polská divadelní tvorba a její vliv na český divadelní repertoár. Na základě dizertační práce na toto téma pod názvem „Dramat polski na scenach czeskich w połowie XIX. wieku“ mu v roce 1968 udělila vědecká rada brněnské Univerzity J.E.Purkyně titul kandidát věd. V roce 1984 byl jmenován docentem pro obor polská literatura.
Na počátku 90. let odešel do důchodu, pobýval často v domku svého otce v Dolní Lomné a začal badatelsky navazovat na jeho činnost. Stále zřetelněji směřoval k problematice kulturního dění na Těšínsku, zabýval se tematikou beskydského salašnictví, způsoby a zvyklostmi hospodaření a každodenního života lidí na Těšínsku. Své práce zakládal na důkladném studiu historických pramenů, čerpal z nich nejen poznatky o jednotlivých lokalitách, ale i údaje o lidových tradicích a zvyklostech v konkrétním historickém období. Byl iniciátorem pěti výstav z historie údolí Lomné. V roce 1996 pomáhal při organizaci oslav u příležitosti 400 let osídlování údolí Lomné. U příležitosti oslav 100 let samostatnosti obce Horní Lomná v roce 2000 napsal retrospektivní kronikářský zápis její historie do začátku 2. světové války, který byl podkladem pro publikaci Aleny Hasákové „Počítání oveček v Horní Lomné na konci století“. Pro Horní i Dolní Lomnou zkompletoval archiv historických dokumentů, map a fotografií. Vše, čemu se věnoval na základě svého hlubokého vztahu k místu, kde se narodil a kam se po celý život vracel, musel kvůli ztrátě zraku v roce 2003 nedobrovolně ukončit. Jeho dílo však zůstává živým odkazem rodné zemi, Beskydám a údolí Lomné. Výběr z jeho díla a z díla jeho otce lze nalézt v publikaci Miroslavy Křenkové „Dolní Lomná v historii a současnosti/Łomna Dolna w historii i współczesności“ z roku 2016.

## Vědecká činnost a výběr z tvorby
Většinu svých vědeckých prací a pojednání zaměřil do čtyř oblastí – česko-polská literatura, česko-polská divadelní spolupráce, tvorba učebnic pro polské menšinové školství a regionální literatura. Výběr z rozsáhlé bibliografie na tato témata:
- Komedie Fredry na scenach czeskich. – In: Pamiętnik Teatralny. – Rocz. 7, zesz. 2, 1958, s. 299–321.
- Polské drama v Čechách v období Prozatímního divadla. – In: Sborník Vysoké školy pedagogické v Olomouci: jazyk a literatura. 6. – Praha: Státní pedagogické nakl., 1959. – s. 69–82.

- Maria Konopnicka a Czesi. – In: Sborník prací jazykovědných a literárněvědných. 2. – Praha: Státní pedagogické nakl., 1961. – s. 123–135. – (Acta Univ. Palackianae Olomucensis. Philologica)
- Czesko-polska współpraca teatralna a powstanie styczniowe, „Zwrot” 1963, nr. 1, s. 5,
- Michał Bałucki na scenach czeskich. – In: PamiętnikTeatralny. – Rocz. 11, zesz. ¾, 1962, s. 481–505.
- Dramat polski na scenie czeskiej do otwarcia Teatru Narodowego. – Praha: Státní pedagogické nakl., 1975. – 122 s. – (Spisy Ped. fak. v Ostravě ; Sv. 32).
- Związki J. I. Kraszewskiego z Czechami. – In: Kalendarz Śląski 1982. – Ostrava: Profil, 1981. – s. 129–132.

- Z działalności placówki polonistycznej w Ostrawie. – In: Biuletyn Polonistyczny. – Sv. 5, 1988. – s. 152–159.
- Czeskie peregrynacje Michała Bałuckiego. – In: AUO. – D-26. – 1989. – s. 83–92.
- W górę doliny: zaolziańscy ludzie pióra / sest. J. Korzenny, W. Sikora. – Český Těšín: Olza, 1992.
- Z tamtego wieku /Cyklus přeložených a okomentovaných dokumentů/ 1993
- Przyczynek do szkolnictwa w Dolnej Łomnej. – In: Biuletyn Ośrodka Dokumentacyjnego. – č. 1, 1995.
- Kronika obce Horní Lomná (retrospektivní zápis). – Český Těšín, 1999.

- O Słowackim w Czechach. – In: Zwrot. – Č. 2. – Český Těšín: Polský kulturně osvětový svaz v České republice, 2000.
- Z dějin osídlování údolí Lomné. – Horní Lomná: Obecní úřad, 2000. – S. 3.
- Z dziejów edukacji w Łomnej. – In: Łomniańska jubilatka. – Dolní Lomná, 1995. – S. 5–28.

Seznam článků, které se vztahují k regionu Jablunkovska nebo přímo k Horní a Dolní Lomné, naleznete na webových stránkách:
http://www.penzion-rzehaczek.websnadno.cz/Rzehaczkowie.html